# Audi A6 C9

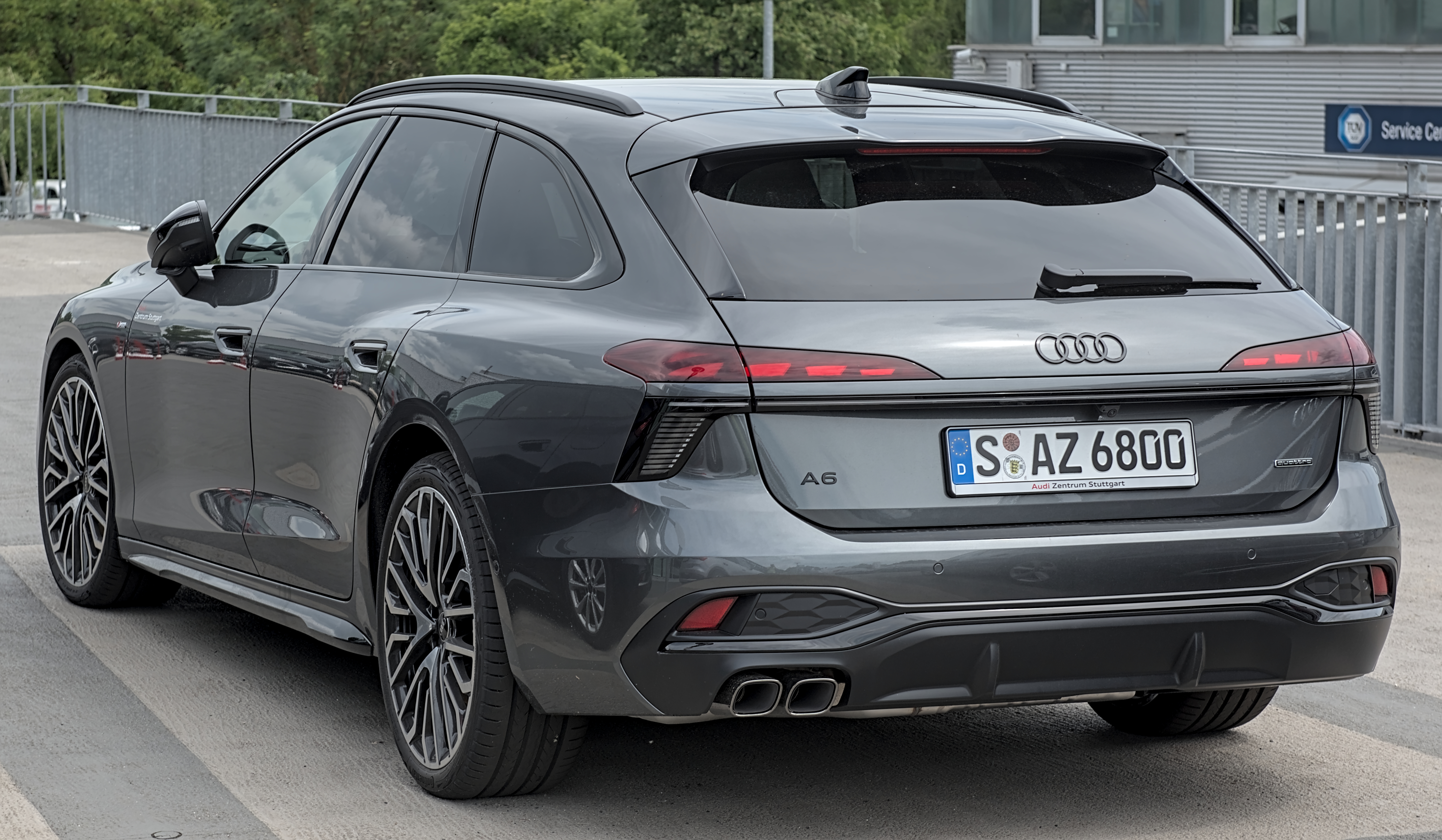
Heckansicht

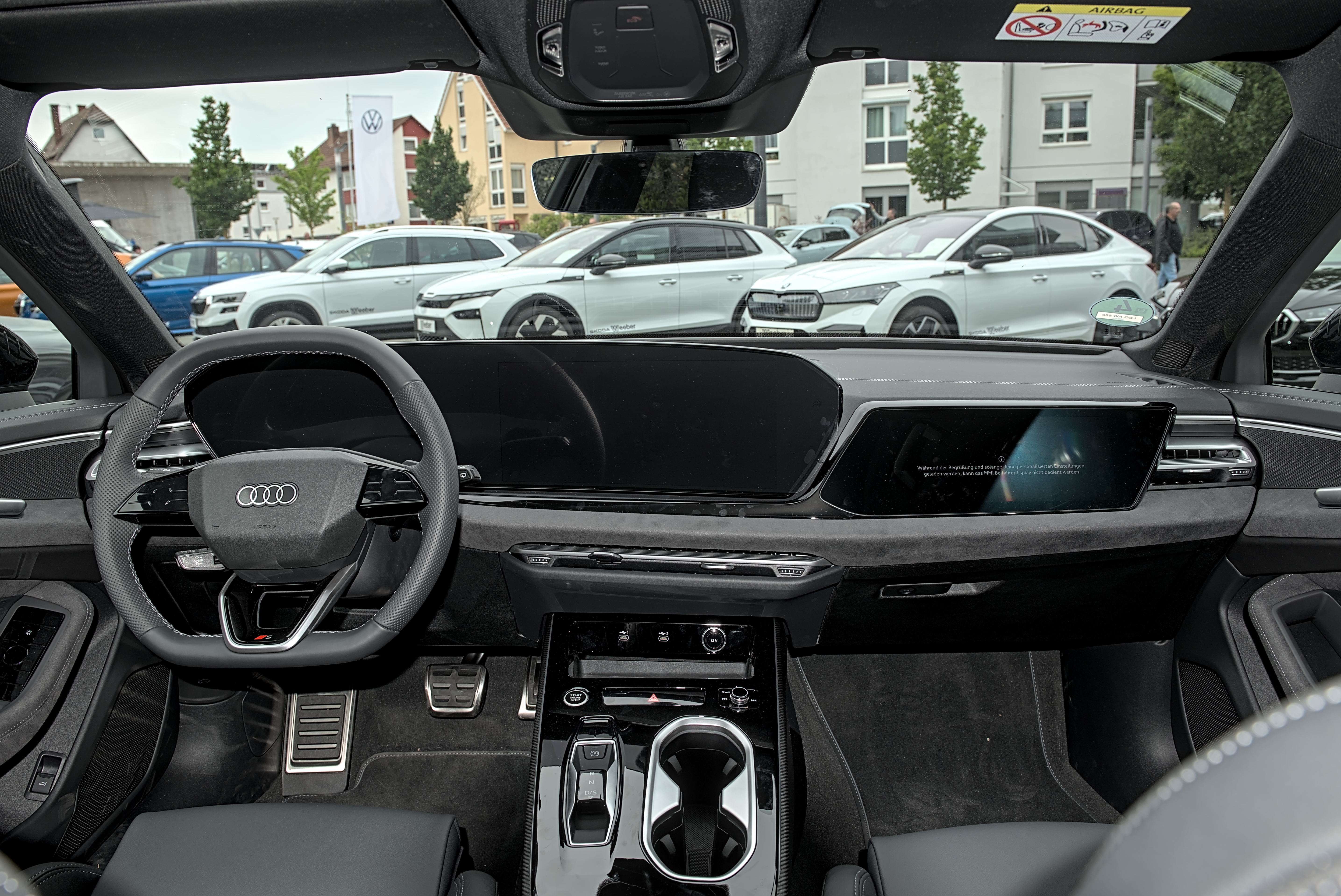
Innenansicht

Der Audi A6 C9 ist ein Pkw-Modell der oberen Mittelklasse von Audi, dessen Präsentation als Avant am 4. März 2025 erfolgte. Die Limousine folgte am 15. April 2025. Produziert wird der A6 weiterhin im Audi-Werk in Neckarsulm. Bereits seit 2024 gibt es mit dem A6 e-tron ein Elektroauto unter der A6-Modellreihe.

## Sicherheit
Im April 2025 wurde vom Euro NCAP die Crashtest-Beurteilung des A6 bekanntgegeben. Er erhielt fünf von fünf möglichen Sternen.

## Technische Daten
Zum Marktstart gibt es den 5,00 Meter langen, 1,88 Meter breiten und 1,47 Meter hohen A6 mit zwei Ottomotoren und einem Dieselmotor. Alle drei Motorisierungen sind als Mild-Hybrid ausgeführt und bereits aus dem A5 B10 und dem Q5 GU bekannt. Im Mai 2025 folgten zwei Plug-in-Hybride. Der Kofferraum des A6 Avant fasst maximal 503 Liter, nach Umklappen der Rücksitzlehne sind es maximal 1534 Liter. Bei der A6 Limousine sind es 492 Liter. Die Baureihe basiert auf der Premium Platform Combustion.

### Ottomotoren
|                                                                  | 2.0 TFSI                  | 3.0 TFSI                         |
| ---------------------------------------------------------------- | ------------------------- | -------------------------------- |
| Bauzeitraum                                                      | seit 03/2025              | seit 03/2025                     |
| Motortyp                                                         | Reihenmotor               | V-Motor (Zylinderbankwinkel 90°) |
| Motorbaureihe                                                    | VW EA888                  | VW EA839                         |
| Nockenwellenantrieb                                              | Steuerkette               | Steuerkette                      |
| Gemischaufbereitung                                              | Direkteinspritzung        | Direkteinspritzung               |
| Motoraufladung                                                   | VTG-Turbolader            | VTG-Turbolader                   |
| Bordnetz                                                         | 48 Volt MHEV+             | 48 Volt MHEV+                    |
| Zylinder/Ventile                                                 | 4/16                      | 6/24                             |
| Hubraum                                                          | 1984 cm³                  | 2995 cm³                         |
| max. Leistung bei min−1                                          | 150 kW (204 PS)/4300–6300 | 270 kW (367 PS)/5500–6300        |
| max. Drehmoment bei min−1                                        | 340 Nm/2000–4000          | 550 Nm/1700–4000                 |
| Antriebsart, Serie                                               | Vorderradantrieb          | Allradantrieb                    |
| Antriebsart, Option                                              | —                         | —                                |
| Getriebeart, Serie                                               | 7-Gang-S-tronic           | 7-Gang-S-tronic                  |
| Getriebeart, Option                                              | —                         | —                                |
| Leergewicht (Limousine)                                          | 1845 kg                   | 2055 kg                          |
| Leergewicht (Avant)                                              | 1865 kg                   | 2075 kg                          |
| Beschleunigung, 0–100 km/h (Limousine)                           | 8,2 s                     | 4,7 s                            |
| Beschleunigung, 0–100 km/h (Avant)                               | 8,3 s                     | 4,7 s                            |
| Höchstgeschwindigkeit (Limousine)                                | 244 km/h                  | 250 km/h (1)                     |
| Höchstgeschwindigkeit (Avant)                                    | 240 km/h                  | 250 km/h (1)                     |
| Kraftstoffverbrauch nach WLTP auf 100 km, kombiniert (Limousine) | 6,9–7,8 l Super           | 6,7–7,7 l Super                  |
| Kraftstoffverbrauch nach WLTP auf 100 km, kombiniert (Avant)     | 7,1–8,0 l Super           | 6,9–7,8 l Super                  |
| CO2-Emission nach WLTP, kombiniert (Limousine)                   | 157–177 g/km              | 153–174 g/km                     |
| CO2-Emission nach WLTP, kombiniert (Avant)                       | 161–181 g/km              | 156–177 g/km                     |
| Abgasnachbehandlung, PM                                          | Ottopartikelfilter        | Ottopartikelfilter               |
| Abgasnorm                                                        | Euro 6e                   | Euro 6e                          |

### Plug-in-Hybride
|                                                                  | e-hybrid                                          | e-hybrid                                          |
| ---------------------------------------------------------------- | ------------------------------------------------- | ------------------------------------------------- |
| Bauzeitraum                                                      | seit 05/2025                                      | seit 05/2025                                      |
| Motorkennbuchstabe                                               |                                                   |                                                   |
| Motortyp                                                         | Reihenmotor und permanenterregte Synchronmaschine | Reihenmotor und permanenterregte Synchronmaschine |
| Motorbaureihe, Verbrenner                                        | VW EA888                                          | VW EA888                                          |
| Motorbaureihe, Elektro                                           |                                                   |                                                   |
| Motoraufladung                                                   | VTG-Turbolader                                    | VTG-Turbolader                                    |
| Zylinder/Ventile                                                 | 4/16                                              | 4/16                                              |
| Hubraum                                                          | 1984 cm³                                          | 1984 cm³                                          |
| max. Leistung bei min−1, Verbrennungsmotor                       | 185 kW (252 PS)/5000–6500                         | 185 kW (252 PS)/5000–6500                         |
| max. Leistung, Elektromotor (Peak)                               | 105 kW (143 PS)                                   | 105 kW (143 PS)                                   |
| Dauerleistung Elektromotor                                       | 55 kW (75 PS)                                     | 55 kW (75 PS)                                     |
| max. Systemleistung                                              | 220 kW (299 PS)                                   | 270 kW (367 PS)                                   |
| max. Drehmoment bei min−1, Verbrennungsmotor                     | 380 Nm/1600–4500                                  | 380 Nm/1600–4500                                  |
| max. Drehmoment, Elektromotor                                    | 350 Nm                                            | 350 Nm                                            |
| max. Systemdrehmoment                                            | 450 Nm                                            | 500 Nm                                            |
| Antriebsart, Serie                                               | Allradantrieb                                     | Allradantrieb                                     |
| Antriebsart, Option                                              | —                                                 | —                                                 |
| Getriebeart, Serie                                               | 7-Gang-S tronic                                   | 7-Gang-S tronic                                   |
| Getriebeart, Option                                              | —                                                 | —                                                 |
| Leergewicht (Limousine)                                          | 2205 kg                                           | 2220 kg                                           |
| Leergewicht (Avant)                                              | 2225 kg                                           | 2240 kg                                           |
| Beschleunigung, 0–100 km/h (Limousine)                           | 6,0 s                                             | 5,3 s                                             |
| Beschleunigung, 0–100 km/h (Avant)                               | 6,0 s                                             | 5,3 s                                             |
| Höchstgeschwindigkeit (Limousine)                                | 250 km/h (1)                                      | 250 km/h (1)                                      |
| Höchstgeschwindigkeit (Avant)                                    | 250 km/h (1)                                      | 250 km/h (1)                                      |
| Kraftstoffverbrauch nach WLTP auf 100 km, kombiniert (Limousine) | 2,1–2,8 l Super                                   | 2,2–2,8 l Super                                   |
| Kraftstoffverbrauch nach WLTP auf 100 km, kombiniert (Avant)     | 2,2–2,9 l Super                                   | 2,4–2,9 l Super                                   |
| CO2-Emission nach WLTP, kombiniert (Limousine)                   | 48–63 g/km                                        | 51–53 g/km                                        |
| CO2-Emission nach WLTP, kombiniert (Avant)                       | 51–65 g/km                                        | 54–66 g/km                                        |
| elektr. Reichweite nach WLTP, kombiniert (Limousine)             | 92–106 km                                         | 91–103 km                                         |
| elektr. Reichweite nach WLTP, kombiniert (Avant)                 | 90–104 km                                         | 89–100 km                                         |
| Akkukapazität                                                    | 25,9 kWh (brutto) / 20,7 kWh (netto)              | 25,9 kWh (brutto) / 20,7 kWh (netto)              |
| Tankinhalt                                                       | 46 l                                              | 46 l                                              |
| Abgasnachbehandlung, PM                                          | Ottopartikelfilter                                | Ottopartikelfilter                                |
| Abgasnorm                                                        | Euro 6e                                           | Euro 6e                                           |

### Dieselmotoren
|                                                                  | 2.0 TDI                             |
| ---------------------------------------------------------------- | ----------------------------------- |
| Bauzeitraum                                                      | seit 03/2025                        |
| Motortyp                                                         | Reihenmotor                         |
| Motorbaureihe                                                    | VW EA288 evo                        |
| Nockenwellenantrieb                                              | Zahnriemen                          |
| Gemischaufbereitung                                              | Common-Rail-Einspritzung            |
| Motoraufladung                                                   | Turbolader                          |
| Bordnetz                                                         | 48 Volt MHEV+                       |
| Zylinder/Ventile                                                 | 4/16                                |
| Hubraum                                                          | 1968 cm³                            |
| max. Leistung bei min−1                                          | 150 kW (204 PS)/3800–4200           |
| max. Drehmoment bei min−1                                        | 400 Nm/1750–3250                    |
| Antriebsart, Serie                                               | Vorderradantrieb                    |
| Antriebsart, Option                                              | (Allradantrieb)                     |
| Getriebeart, Serie                                               | 7-Gang-S-tronic                     |
| Getriebeart, Option                                              | —                                   |
| Leergewicht (Limousine)                                          | 1985 kg (2055 kg)                   |
| Leergewicht (Avant)                                              | 2005 kg (2075 kg)                   |
| Beschleunigung, 0–100 km/h (Limousine)                           | 7,8 s (6,9 s)                       |
| Beschleunigung, 0–100 km/h (Avant)                               | 7,9 s (7,0 s)                       |
| Höchstgeschwindigkeit (Limousine)                                | 244 km/h (243 km/h)                 |
| Höchstgeschwindigkeit (Avant)                                    | 241 km/h (238 km/h)                 |
| Kraftstoffverbrauch nach WLTP auf 100 km, kombiniert (Limousine) | 4,8–5,6 l Diesel (5,0–5,8 l Diesel) |
| Kraftstoffverbrauch nach WLTP auf 100 km, kombiniert (Avant)     | 5,0–5,7 l Diesel (5,1–5,9 l Diesel) |
| CO2-Emission nach WLTP, kombiniert (Limousine)                   | 126–146 g/km (131–152 g/km)         |
| CO2-Emission nach WLTP, kombiniert (Avant)                       | 130–148 g/km (135–154 g/km)         |
| Abgasnachbehandlung, PM                                          | Dieselrußpartikelfilter             |
| Abgasnachbehandlung, NOX                                         | SCR-Katalysator                     |
| Abgasnorm                                                        | Euro 6e                             |